# Shōrinji kenpō
 (janvier 2010).
Si vous disposez d'ouvrages ou d'articles de référence ou si vous connaissez des sites web de qualité traitant du thème abordé ici, merci de compléter l'article en donnant les références utiles à sa vérifiabilité et en les liant à la section « Notes et références ».
Le shorinji kempo (少林寺拳法) est un art martial japonais fondé en 1947 par Dōshin Sō.

## Origines mythiques
Il y a environ mille cinq cents ans, un prince vivant en Inde du Sud et se prénommant Bodhidharma (Daruma en japonais), fut un maître du Kalaripayat, l'un des arts martiaux les plus anciens. Fils du roi Sughanda de Madra de la caste guerrière des Ksatriyas, il était le 28e successeur du Bouddha historique Shâkyamuni selon la lignée de Mâhâkâshyapa.
Vers l'âge de 20 ans, renonçant à son royaume, il devint moine bouddhiste et se rendit en Chine en empruntant la route de la soie, pour arriver à Nankin vers 520 où il demanda à voir l'empereur Wudi de la dynastie Liang. La renommée de Daruma, un homme assez impressionnant, le précédait. Son nom signifiait dans sa langue « l'illuminé », et il prétendait apporter la connaissance de la vérité et de la loi (Boddhi et Dharma) qu'il détenait de son prédécesseur Prajnata. Néanmoins il avait parcouru plusieurs milliers de kilomètres, aussi l'empereur convoqua les hauts dignitaires de l'empire et les représentants du bouddhisme en Chine. Mais l'audience se passa mal, et Daruma quitta la cour plus ou moins sereinement selon les versions[Lesquelles ?].
Daruma traversa le fleuve Yang Tse, paraît-il sur un simple roseau, et alla se présenter au vieux monastère Shaolin Si (Shorin Ji en japonais, voulant dire « le monastère de la jeune forêt »), situé sur le mont Songshan dans la province de Henan. Là, poussé par l'incompréhension des moines, ou alors mis à l'écart du monastère par ceux-ci, il se serait mis en méditation devant le mur d'une grotte en surplomb durant neuf ans afin de pratiquer le Bi Guan (contemplation murale). On dit que ses larmes donnèrent naissance à un théier, ou encore qu'il se serait mutilé les paupières (de là les représentations de Daruma avec l'air « féroce »), celles-ci donnant un théier après avoir été jetées au sol. C'est depuis lors que le thé a été utilisé dans les cérémonies du Chan (Zen).
Un jour, il fut illuminé (satori) et décida de transmettre sa nouvelle doctrine. Il laissa tomber l'Hinayana (école bouddhique du petit véhicule) et se mit au Mahayana (Bouddhisme du grand véhicule), intégra la méditation (Dhyâna) qu'il nomma chan (zen en japonais), simplifia les rites, élimina le besoin de textes sacrés et professa que ses adeptes trouveraient la voie de Bouddha en regardant à l'intérieur d'eux-mêmes. Les moines Shaolin, soi-disant subjugués, auraient alors pris Daruma comme patriarche.
À la tête du monastère, il constata que les moines éprouvaient certaines difficultés tant physiques que morales, et décida donc de créer une série d'exercices en vue de fortifier le corps et l'esprit de ses disciples (Ken Zen Ichi Nyo). Il se servit du kempo légué par ses prédécesseurs, ainsi que du yoga et du Kalaripayat, et nomma sa méthode Shi Pa Lo Han, « les 18 mains de Bouddha ». Bien que toutes ces techniques existaient déjà depuis longtemps en Chine, Daruma fut le premier à les associer, et le triple but du Shaolin quan Fa de Daruma (ou Shorinji Kempo en japonais) était donc de fortifier le mental, de maintenir une bonne santé et de donner aux moines le pouvoir de se défendre.
Parce que les moines s'intéressaient de moins en moins à la méditation au profit du kempo, ou peut-être parce qu'ils ironisaient de plus en plus sur son comportement à méditer en face du mur de sa grotte et sur le fait qu'il n'avait formé qu'un seul disciple en neuf ans, un jour Daruma partit. On annonça sa mort vers 557, mais en ouvrant son tombeau on ne trouva à l'intérieur qu'une robe et une sandale, tandis que des témoins l'auraient aperçu sur le dos d'un tigre, en route pour l'Inde, et chaussé d'une unique chaussure.
Après le départ de Daruma, la méditation Chan (Zen) s'est progressivement détachée du kempo avec son successeur, Hui Ke (il se serait coupé un bras pour prouver la sincérité de son geste à son maître), et la méthode évolua en fonction des personnalités des différents successeurs. Le sixième patriarche, se nommant Hui Neng et qui était laïc (aux environs de 638-716), favorisait la méditation et finit par quitter le monastère pour ne pas imposer son point de vue. Il créa alors l'école Zen et conçut un enseignement fondé sur la méditation austère en position assise dite Zuo Chan ou Zazen, méthode encore enseignée à l'heure actuelle.
Quoi qu'il en soit, de nombreuses disciplines aussi bien chinoises que japonaises ou autres reconnaissent leurs origines en la méthode de Daruma.

## Le fondateur: Kaïso So Doshin
Fils d'un douanier de la préfecture d'Okinawa, il naquit en 1911, sous le nom de Nakano Michiomi. Très jeune, à la mort de son père, il partit vivre chez son grand-père en Mandchourie. À cette époque, le Japon avait envahi la Chine et la contrôlait militairement. Le père et le grand-père de So Doshin avaient été membres d'un parti politique appartenant à un courant de la droite nationaliste japonaise, « la Société du Dragon Noir », et à la mort de son grand-père, So Doshin s'y inscrivit.
Il retourna en Mandchourie en 1928 en tant qu'agent secret du gouvernement, et c'est à cette époque qu'il commença de pratiquer la boxe de Shaolin sous la houlette d'un religieux taoïste. Il fit de nombreux voyages en Chine et s'installa finalement à Pékin où il s'entraîna au I He Chuan, avec le maître Wen Lou Shi. Lors de sa visite au monastère Shaolin Si, il fut frappé par les célèbres manuscrits représentant des moines en train de s'entraîner aux arts martiaux. C'est là qu'il aurait été initié au Shaolin quan (aussi appelé kita shorinji giwamonken selon certaines sources).
Cependant, il est peu vraisemblable que les Chinois aient ainsi enseigné leurs techniques à So Doshin, sans une longue période d'apprentissage. En effet, sauf si l'on admet que ce dernier ait réussi à se faire passer pour chinois, il semble improbable qu'un authentique maître chinois ait pu dévoiler ses secrets à un occupant japonais. Toutefois, si l'on considère l'histoire des sociétés secrètes d'extrême-orient, cette idée n'est en rien infondée. En effet, ces sociétés se sont créées en réaction à la présence de l'homme occidental. En s'implantant en Asie, comme dans d'autres régions du monde, l'occidental a imposé ses règles. Ce comportement a suscité des réactions d'hostilités qui se sont illustrées par exemple, en Chine, par la guerre de l'opium et la révolte des Boxers. Par d'autres moyens, ces réactions ont fini par se structurer dans diverses organisations implantées dans toutes les nations d'Asie, politiquement engagées et fortement liées entre elles. Spécifiquement, les courants principaux d'enseignement des arts martiaux se sont profondément impliqués dans ces structures. Le Kokuryukai (société du Dragon noir en référence au nom japonais du fleuve Amour, symboliquement admis comme la frontière naturelle entre l'occidental et l'asiatique), à laquelle a appartenu Nakano Michiomi, a été particulièrement influent et ses ramifications se sont développées jusqu'en Inde. Ces organisations ont créé des liens très étroits et certaines de ces relations ont persisté jusqu'à la veille de la seconde guerre mondiale en dépit des exactions de l'armée japonaise. Il s'ensuit que, si l'on regarde la situation historique, la possibilité que So Doshin ait travaillé auprès de maîtres chinois ne relève absolument pas de la légende.
Il n'en demeure pas moins que le Shorinji Kempo possède des liens indiscutables avec les techniques de combat pratiquées dans le fameux monastère. Kaiso a vécu en Chine pendant 17 ans, durant lesquels il fut initié aux arts martiaux par les maîtres de différentes écoles, et au terme de longues années il fut amené à succéder à Wen Tan Tsung, 20e maître de l'école de shorinji giwamonken du nord, devenant ainsi le 21e maître de cette école après une cérémonie de reconnaissance au monastère Shaolin.
So s'enfuit de Mandchourie avant l'invasion russe et revint en 1945 dans un Japon ravagé par la guerre. Il commença de pratiquer le jūjutsu avant de fonder le Nippon Shorinji Kempo le 25 octobre 1947, fondé sur les principes philosophiques du Bouddha et sur les techniques de l'Arahan No Ken où il est passé maître dans sa jeunesse en Chine. En fait, son art requérait de la discipline et un travail à deux primordial pour un développement physique et intellectuel, et le Shorinji Kempo synthétisait un art martial fondé sur des préceptes philosophiques, ayant pour but d'unir les hommes et de redonner un sens aux mots courage et justice en prônant de vivre « moitié pour soi-même, moitié pour les autres ». Cet art martial connut un grand développement et le titre de grand maître est maintenant porté par la fille de So. Le siège de son association se trouve à Tadotsu dans l'ile japonaise de Shikoku.

## LeShorinji Kempodans le monde
Le mouvement majoritaire du Shorinji Kempo dans le monde est la World Shorinji Kempo Organisation (WSKO), dont le siège se situe au Japon, à Tadotsu, sur l'île de Shikoku.
Actuellement, le Shorinji Kempo est présent, en dehors du Japon, dans 36 autres pays (source : WSKO), sur les cinq continents.
Le siège européen de la WSKO se trouve en France.

### En Belgique
Le premier club de Shorinji Kempo a été fondé en 2011 par Philippe Chazerand, 4e dan et élève direct de Aosaka Hiroshi Sensei. Le dojo se situe au sein du Gymnasium dans la commune bruxelloise d'Auderghem.

### En France
Descendant de l'une des cinq familles de samourai originaires de l'île de Kyūshū, Aosaka Hiroshi Sensei est né le 19 avril 1946 à Tsukumishi, dans la préfecture d'Ōita. À 17 ans, il intègre la Nihon University de Tokyo. D'abord intéressé par des études vétérinaires, il s'oriente vers l'économie. C'est là (alors qu'il pratique le judo et le jujutsu depuis l'âge de 9 ans) qu'il découvre le Shorinji Kempo sous la férule de Uno Sensei. Se révélant excellent compétiteur, il devient l'entraîneur de l'équipe universitaire. Diplôme en poche, il travaille pendant deux ans et demi en tant que bijoutier, à Ginza, quartier chic de Tokyo. Par ailleurs, il se perfectionne auprès de Kaïso.
En 1972, le Fondateur l'autorise à partir pour l'Europe. Il choisit de s'installer en France, où il commence à dispenser son enseignement à des ceintures noires venues de divers horizons (Karaté, Judo, Aïkido), puis crée son premier dojo à Parly II, au Chesnay (Yvelines). Aosaka Sensei ayant pour mission de développer le Shorinji Kempo en Europe, la Fédération française de Shorinji Kempo est fondée en 1973 à laquelle il préside en tant que directeur technique pour la France, en plus d'être secrétaire général de la WSKO (World Shorinji Kempo Organisation), chef instructeur de la WSKO et membre du comité directeur du Kongo Zen Sohozan Shorinji Kempo. À l'heure actuelle, il est 9e DAN Daïhanshi WSKO et 9e Dan FFKDA.
Depuis 1997, le Shorinji Kempo a fait son entrée au sein de la Fédération française de karaté et disciplines associées (FFKDA) en devenant le groupe France Shorinji Kempo, regroupant une quarantaine de dojos.

## La tenue
La tenue de base est le dogi (vêtement d'entraînement), appelé à tort « kimono ». Il se compose d'une veste et d'un pantalon en coton blanc. La veste est fermée par une ceinture correspondant au grade du pratiquant. Il s'agit du même système de grades qu'en Judo (kyū puis dan), fondé par Jigorō Kanō dès le XIXe siècle.
Le Shorinji Kempo se pratique pieds nus sur un tatami. L'étiquette enseignant qu'il faut s'y rendre avec des chaussures pour des raisons d'hygiène, les pratiquants utilisent en général des nu-pieds appelés zōri.
Lorsqu'un pratiquant a atteint un niveau suffisant, il est nommé Yudansha (ceinture noire) et peut être autorisé par son sensei à porter le kolomo, sorte de bure traditionnelle autrefois revêtue par les moines chinois et coréens adeptes du zazen.
Dans la plupart des structures, il est convenu que ce niveau technique correspond à celui de deuxième dan.
Venant se superposer à la veste du kenshi (pratiquant), le kolomo est serré à la taille par une épaisse ceinture.
Voulu par So Doshin lors de la diffusion du Shorinji Kempo, il rappelle l'origine mixte de cet art martial et symbolise l'union des deux voies. Ainsi porté, le kolomo doit être perçu comme un hommage aux racines ayant amené à son élaboration.
À noter que la façon de porter cette robe a été adaptée à la pratique, ce qui permet dans le même temps d'opérer une différenciation avec le domaine religieux. En Shorinji Kempo, les kenshi pratiquent en utilisant un kolomo sans manches (les manches peuvent également être repliées sur les épaules et attachées dans le dos).
Même si chaque Yudansha ayant été autorisé à porter le kolomo est libre de le faire, on constate que la plupart réservent ce vêtement pour les cérémonies et les démonstrations publiques. La raison en est principalement pratique: le port du kolomo restreint légèrement la liberté de mouvement du pratiquant et il n'est pas rare que le vêtement soit déchiré au cours de la pratique.

## Principes
Le Shorinji Kempo est un système d'éducation globale dont le but est de chercher à améliorer les conditions de vie en société, développant en chacun l'altruisme, le sens de la justice et le courage.
Il s'appuie sur une méthode d'auto-défense caractérisée par l'union de techniques dures et souples, ainsi que sur des exercices destinés à obtenir une bonne condition physique, mais aussi à la maintenir et à l'améliorer sur la durée.
Outre ses techniques, il se définit, comme nombre de disciplines similaires, comme un Budo.
C'est un mot japonais constitué de «Bu», caractère représentant un homme tenant une arme d'hast, traduit par «guerrier», et de «Do», qui signifie «la voie» ou «le chemin».
Ce terme «Budo» est souvent mal interprété, traduit par «la Voie du guerrier» : il n'en est rien, puisqu'au contraire il s'agira plutôt du chemin permettant de pacifier, ou de dépasser la violence en soi...
En cela, le Shorinji Kempo prétend être une méthode de pacification (des émotions négatives) et de socialisation.

## Techniques
Le Shorinji Kempo offre plusieurs aspects ; la diversité des techniques enseignées associe des techniques proches du Karate, du Jūjutsu de l'Aïkido et du kung fu, puisant principalement ses origines dans la boxe chinoise de Shaolin et dans le Jujutsu japonais. Les techniques Goho rassemblent les techniques dites « dures » de coups de poing et coups de pied. Les techniques Juho, dites techniques « souples », visent à immobiliser l'adversaire au moyen de clefs de bras effectuées principalement au niveau du poignet, du coude ou de l'épaule, ou le projeter. Les techniques Seïho concernent à la fois la connaissance et la maîtrise de l'ensemble des points vitaux (les Kyusho), et les techniques de remise en forme et de respiration.
Après un échauffement général du corps, le cours débute par le travail des bases, les Kihon : les kenshi, seuls ou par deux, s'exercent aux techniques de poing (tsuki), de pied (keri) et de parades (uke) sur le rythme donné par leur professeur.
Puis vient le travail d'application : le randori. les kenshi se rencontrent et disputent des combats, durant lesquels ils portent généralement des protections (plastron, casque et gants...). Un haut gradé (Sempaï) arbitre les combats. À la fin des Randoris, il n'y a pas de gagnant ni de perdant : le seul but est de participer.
Au fur et à mesure de leur progression et lors des passages de grades, les kenshi sont interrogés sur des enchaînements codifiés (appelés Hokeï), qui sont au nombre de 14 en Shorinji Kempo. Ces enchaînements de techniques Goho, se pratiquent seuls (tanen) ou à deux (sotaï).
À deux (voire à trois et parfois plus), les kenshi mettent au point un Embu, qui est un enchaînement préétabli d'attaques et de parades sur des techniques à la fois Goho et Juho, et qu'ils présenteront lors des Taikai (grandes réunions des pratiquants de Shorinji Kempo, avec stage et compétition technique).

## Philosophie
La philosophie enseignée dans le Shorinji Kempo vient du Kongo Zen, la philosophie du diamant (on utilise cette image du diamant car il a cette qualité d'être éclatant et indestructible). Elle favorise le développement de l'individu et affirme que chacun ne doit puiser sa force (physique et mentale/spirituelle) qu'en lui-même. Les techniques martiales pratiquées dans le Shorinji Kempo peuvent être dangereuses, voire mortelles. Le kenshi doit donc se maîtriser pour maîtriser les techniques qui lui sont enseignées, et c'est pour cette raison que le Shorinji Kempo fait référence à des préceptes Bouddhistes. Il y a six principes de base :
1. Ken zen ichi nyo (拳褝一如?) : entraînement conjoint du corps et de l'esprit (unité de la technique et de la philosophie) ;
2. Riki ai funi (力愛不二?) : harmonie indissociable de la force et de la compassion ;
3. Shushu kōju (守主攻従?): priorité de la défense sur l'attaque ;
4. Fusatsu katsujin (不殺活人?) : aider et construire au lieu de détruire ;
5. Gōjū ittai (剛柔一体?) : unité du Goho et du Juho, c’est-à-dire parité des techniques dures et souples ;
6. Kumite shutai (組手主体?) : la nécessité de s'entraîner à deux afin de progresser ensemble.

Pendant l'entraînement, les professeurs insistent sur le fait que le but du Shorinji Kempo n'est pas de créer des "guerriers", mais de former des individus capables de comprendre et d'aider les autres.
Pour que le Shorinji Kempo ne soit pas qu'un simple ensemble de techniques de combat, l'enseignement philosophique est indispensable.
Ken zen ichi nyo est la synthèse de cette philosophie. C'est le point central du Kongo Zen, et chacun des préceptes suivants en représente un aspect :
Riki ai funi est l'aspect philosophique et Shushu kōju son aspect pratique, Fusatsu katsujin en est l'aspect social, Gōjū ittai représente la nature des techniques et Kumite shutai est sa mise en application pendant l'entraînement.
Le kenshi se doit donc de connaître ces préceptes, et aussi de mettre en pratique ces cinq principes de base :
1. L'étiquette : c'est l'image que le kenshi donne de lui-même. En tant que pratiquant de Shorinji Kempo, il représente son art et se doit donc de montrer une image positive de sa discipline et de lui-même, un « esprit sain dans un corps sain » en quelque sorte.
2. L'attitude : si l'image que reflète un kenshi est positive, son comportement et ses actes doivent l'être également. Aussi, le kenshi doit se montrer respectueux, tant envers ses enseignants et les partenaires avec qui il étudie, qu'avec les gens hors du Shorinji Kempo dans la vie de tous les jours. Il doit avoir une attitude positive dans ses relations et dans tout ce qu'il entreprend, en accord avec les enseignements du Bouddha.
3. Gassho Rei : lorsqu'un pratiquant du Shorinji Kempo entre dans un dojo, la première chose qu'il fait est de saluer le Manji ou l'emblème Ken (l'emblème utilisé en Occident), et de même lorsqu'il quitte le lieu d'entraînement. Il fait aussi Gassho Rei durant l'entraînement : à son partenaire avant (Onegaishimasu : s'il vous plait) et après (Arigatou gozaïmashita : merci beaucoup) l'étude d'une technique ou un Randori, à son professeur pour le remercier d'avoir expliqué une technique et de lui enseigner son savoir. Gassho Rei est une marque de respect profond qui ne doit pas être fait avec dédain ; les kenshi se saluent en se regardant dans les yeux avec humilité.
4. Kyakka Shoko : le respect du lieu d'entraînement (le dojo), et de tout autre lieu en général, qui se caractérise par le retrait des chaussures (et des chaussettes) pour ne pas salir, un dogi propre et un rangement soigné des affaires personnelles, reflétant une personne ordonnée. Habituellement, on traduit cette maxime par « Eclaire la surface du sol autour de tes pieds ». L'idée est de s'attacher à réaliser les choses qui sont à notre portée et que nous pouvons faire, et notamment les choses très simples comme de bien ranger son sac quand on est obligé de le ramener dans la salle d'entraînement, et de bien placer ses zōri (sandales japonaises) en montant sur le tatami. Ne pas se disperser, et faire ce qui est de notre responsabilité, c'est Kyakka Shoko.
5. Samu : l'entretien du lieu d'entraînement. Les kenshi s'activent pour nettoyer le dojo avant et après l'entraînement, de façon que le lieu reste aussi propre qu'avant leur passage, et pour s'excuser d'une quelconque gêne occasionnée par leur présence. De cette manière ils font preuve d'humilité et de discrétion, mais aussi d'altruisme.

## Les grades du Shorinji Kempo
Le Shorinji Kempo est un art martial japonais de création relativement récente, puisque sa fondation date de 1947.
Le système des grades du Shorinji Kempo reprend donc le système japonais moderne des grades, avec les «kyu» et les «dan».
Ce système de grades a été créé au Japon durant l'ère Edo (qui va du début du XVIIe siècle à la première moitié du XIXe siècle), pour marquer les niveaux dans les différents arts et métiers. Les arts martiaux japonais traditionnels avaient quant à eux un système de qualification et d'expertise bien différent...
C'est à la fin du XIXe siècle que Jigoro KANO utilise le premier ce système pour un art martial, celui qu'il vient de fonder, le Judo.
En Shorinji Kempo, ce système de grades est appelé «Bukaï», c'est-à-dire système martial. Pour marquer la progression des pratiquants du Shorinji Kempo, les Kenshis passent régulièrement des examens de grades Bukaï.
Les premiers grades sont les kyu : du 6e au 1er kyu les pratiquants sont appelés « Kyukenshi », puis viennent les dan : les pratiquants, appelés «Yudansha», progressent cette fois depuis le 1er jusqu'au 9e dan.
Le programme technique général du Shorinji Kempo est fixé par la "World Shorinji Kempo Organisation" (WSKO), c'est-à-dire que tous les dojos faisant partie de la fédération mondiale étudient les mêmes techniques, dans la même progression.
Les grades WSKO sont répartis en 2 programmes d'études : le programme Kyukenshi, du 6e kyu au 1er dan, et le programme Yudansha du 2e au 6e dan (regroupant les grades intermédiaires, 2e et 3e dan, et les grades supérieurs : 4e dan et au-dessus).
Pour les enfants, il existe un programme spécifique débutant au 8e kyu et allant jusqu'au 1er dan.
Ainsi, quand on est débutant (= «Minaraï»), on étudie le programme pour le 6e kyu (un enfant étudiera celui du 8e puis du 7e kyu, avant le programme du 6e kyu), le programme du 6e kyu étant celui pour accéder au 5e kyu, et ainsi jusqu'au 5e dan, dernier grade où il y a un programme technique, celui pour obtenir le 6e dan.
un minaraï portera une ceinture blanche, pour les grades enfants 8e et 7e kyu, les jeunes Kyukenshis pourront également porter une ceinture jaune, puis ce sera une ceinture verte du 6e au 4e kyu, ensuite une ceinture marron du 3e au 1er kyu.
Des ceintures de différentes couleurs matérialisent ces grades :
- Blanche, pour le minarai (見習い?)
- Jaune, pour les 8e et 7e kyu (uniquement pour les enfants)
- Verte, pour les 6e, 5e et 4e kyu
- Marron, pour les 3e, 2e et 1er kyu
- Noire, à partir du premier dan.

À partir du premier dan, les Yudanshas portent une ceinture noire.
Le programme Kyukenshi permet d'étudier les bases du Shorinji Kempo, et quand elles sont acquises on devient alors «Shodan» (初段), qui signifie «première marche», c'est-à-dire « débutant » en japonais.
On est donc 1er dan, et on porte une ceinture noire.
À partir du 1er dan il y a un deuxième système de grades qui s'ajoute aux grades Bukaï, techniques : les grades « Hokaï », philosophiques.
Du 1er au 4e dan ces grades Hokaï s'acquièrent en même temps que les grades Bukaï. On passera ainsi : shodan « Junkensh i», puis : 2e dan (« nidan » 二段) « Shokenshi », ensuite : 3e dan (« sandan » 三段) «Chukenshi», et pour finir : 4e dan («yondan» 四段) «Seïkenshi».
À partir du 5e dan, les grades Hokaï sont acquis séparément : après avoir obtenu le grade Bukaï du 5e dan (« godan » 五段)), on passera le grade Hokaï de « Daïkenshi », puis le 6e dan (« rokudan » 六段)), ensuite « Junhanshi ». Suivra le 7e dan (« nanadan » 七段)), puis on devient « Seïhanshi », après le 8e dan (« hachidan » 八段)), puis « Daïhanshi », et pour finir le 9e dan (« kyudan » 九段))...
Le «Kenshi» est un pratiquant du Shorinji Kempo, et «Hanshi» signifie personne référente, modèle, expert, maître...
Voici la signification des différents titres philosophiques du Shorinji Kempo :
- Junkenshi 准拳士  → «apprenti» pratiquant du Shorinji Kempo,
- Shokenshi 少拳士  → Kenshi d'un petit niveau, dans le sens de premier niveau de pratique,
- Chukenshi 中拳士  → Kenshi de niveau intermédiaire,
- Seïkenshi 正拳士  → Kenshi d'un bon niveau,
- Daïkenshi 大拳士  → Kenshi d'un haut niveau.

À partir du 6e dan :
- Junhanshi 准範士  → non pas «apprenti» maître, mais dans le sens de maître de premier niveau, de modèle,
- Seïhanshi 正範士  → maître d'un bon niveau, expert,
- Daïhanshi 大範士  → grand maître, c'est-à-dire tout simplement maître.

Jusqu'au 5e dan les grades Bukaï sont considérés comme des grades d'apprentissage, et au-delà comme des grades de maîtrise.
Cette progression est renforcée par les grades Hokaï acquis séparément.
En France, les examens de passages de grades du Shorinji Kempo se déroulent généralement durant les stages fédéraux, devant des examinateurs qui sont enseignants dans les dojos nationaux. Cependant, pour les grades jusqu'au quatrième kyu, les passages se font le plus souvent en club, par le professeur du dojo. Ces grades sont ensuite validés lors du stage fédéral suivant, par le dépôt du dossier d'examen auprès de la Fédération française de Shorinji Kempo. Tous ces grades sont ensuite enregistrés auprès de la fédération mondiale du Shorinji Kempo, et sont reconnus dans le monde entier.
Depuis que le Shorinji Kempo français a intégré la Fédération française de karaté et disciplines associées au début des années 2000, un représentant de la FFKDA est présent lors des examens fédéraux de ceintures noires, pour que les grades du Shorinji Kempo soient validés par la Commission spécialisée des dan et grades équivalents.